# 왕강 (축구 선수)
왕강(중국어: 王刚, 병음: Wáng Gāng, 1989년 2월 17일 ~ )은 중국의 축구 선수이다. 포지션은 공격수이며 현재 중국 슈퍼리그의 베이징 궈안 소속이다.